# Giovanni Mauro d'Arcano
Giovanni Mauro d'Arcano (Rive d'Arcano, prima del 1501 – Roma, 11 agosto 1535) è stato un poeta italiano.

## Biografia
Giovanni Mauro d'Arcano nacque nel castello di Arcano, presso Rive d'Arcano, in Friuli, entro il 1501 dal conte Giovanni Nicolò e da Regina dei conti di Polcenigo e marchesi di Fanna. È ricordato dai contemporanei e nelle edizioni a stampa delle sue opere come "il Mauro"; tuttavia Mauro era il suo secondo nome (nelle carte di famiglia è spesso ricordato come Giammauro) e il poeta apparteneva alla nobile famiglia friulana degli Arcano.
Giovanni Mauro trascorse la giovinezza in Friuli, per poi entrare nel seguito del cardinale veneziano Domenico Grimani e trasferirsi con lui a Roma. Probabilmente sul finire degli anni Venti del Cinquecento, passò alla corte del cardinale Alessandro Cesarini, dove conobbe l'umanista Aonio Paleario. Nel 1532 prese parte alle riunioni della cosiddetta Accademia dei Vignaiuoli, che si riuniva nella dimora del gentiluomo mantovano Uberto Strozzi: nelle informali riunioni dei "vignaiuoli", tra cui si possono ricordare i nomi di Giovanni Della Casa, Giovan Francesco Bini, Lelio Capilupi, Agnolo Firenzuola, Carlo Gualteruzzi, Gandolfo Porrino, Francesco Maria Molza, sembra che abbia cominciato a diffondersi l'uso di poetare "alla berniesca", ovvero di scrivere e declamare poesie alla maniera di Francesco Berni. Mauro fu uno dei più importanti e creativi seguaci di Berni, tanto che alcuni poeti suoi contemporanei lo ritennero quasi superiore al maestro in questo genere di poesia. Compose infatti numerosi capitoli in terza rima, sia epistolari che di encomio paradossale, ma fu anche autore di versi latini, sebbene rimasti inediti. A lui si deve anche un componimento frottolato, la Predica amorosa, composta probabilmente nel 1531 in occasione delle nozze tra Giuliano Cesarini e Giulia Colonna. Il poeta morì prematuramente nell'agosto del 1535 a causa di una caduta da cavallo.
I primi capitoli di Mauro furono pubblicati insieme a quelli di Berni già nel 1537, per l'editore venenziano Curzio Navò, in due distinte edizioni: I capitoli del Mauro e del Bernia et altri authori e Le terze rime del Berna et del Mauro. Nel 1538 i Navò pubblicarono una nuova edizione, Tutte le terze rime del Mauro, che attribuiva al poeta ventidue componimenti. Le opere di Mauro furono poi incluse nel volume Il primo libro delle opere burlesche di m. Francesco Berni, di m. Gio. Della Casa, del Varchi, del Mauro, di m. Bino, del Molza, del Dolce e del Firenzuola, pubblicato a Firenze per B. Giunta nel 1548 per le cure del poeta fiorentino Anton Francesco Grazzini, a cui si deve probabilmente una "toscanizzazione" del testo. Due capitoli ternari inediti sono stati recuperati nella più recente edizione delle rime del poeta.